# Benjamin Boukpeti
Benjamin Kudjow Thomas Boukpeti (nascut el 4 d'agost de 1981) és un piragüista Togolès.
Nascut a Lagny-sur-Marne, França de mare francesa i pare togolès. El seu germà més gran Olivier és un membre del piragüisme de l'equip francès. Competint als Jocs Olímpics d'Estiu de 2004, a Atenes, es classificà quinzè a la primera volta masculina convertint-se en el primer togolès a arribar a una semifinal olímpica, però només aconseguí el divuitè lloc en aquella cursa i no va ser capaç d'avançar.
El gener del 2008, Boukpeti participà en la Copa d'Àfrica.
Als Jocs Olímpics d'Estiu de 2008, a Pequín, Boukpeti anava al davant després de la semifinal, i finalment guanyà la medalla de bronze en la prova individual, la primera medalla olímpica per Togo. Després d'aconseguir la medalla acabà trencant el rem, lògicament, d'alegria.